# Нараяниям
«Нараяниям» (малаял. നാരായണീയം; IAST: Nārāyaṇīyam) — поэма на санскрите, состоящая из 1034 шлок и написанная в 1586 году индийским поэтом и святым Нараяной Бхаттатири (1560—1648). Представляет собой краткий пересказ «Бхагавата-пураны» и является одним из ярких литературных памятников южноиндийской традиции кришнаитской бхакти.
Автор «Нараяниям», Нараяна Бхаттатири, родился в 1560 году в брахманской семье в малабарской деревне. К 16 годам он изучил санскрит, логику и «Ригведу». Когда его гуру Ачьюта Пишарати тяжело заболел ревматизмом (согласно другой версии — был парализован), Нараяна Бхаттатири стал усиленно молиться, желая принять болезнь гуру на себя. Вскоре Кришна исполнил его желание. 
После этого, Нараяна Бхаттатири отправился в храм Кришны в Гуруваюре. Там, известный учёный брахман Тунджатту Эжуттаччан посоветовал ему написать для храмового божества Кришны, Гуруваюраппана, поэму на санскрите, в которой бы прославлялись аватары Вишну. В надежде излечится от своей хронической болезни, в течение ста дней Нараяна Бхаттатири ежедневно сочинял десять шлок и декламировал их перед мурти Кришны в храме. Каждое десятистишье завершалось молитвой, в которой Нараяна Бхаттатири просил Кришну о своём исцелении. Последнее десятистишье было написано 27 ноября 1586 года, после чего Кришна лично предстал перед ним. В последних шлоках поэмы, Нараяна Бхаттатири подробно и живо описывает увиденную им форму Кришны. В этот же день он полностью исцелился от своего недуга.
В 1034 шлоках, составленных за 100 дней в храме Кришны в Гуруваюре, Нараяна Бхаттатири вкратце изложил 14 000 шлок «Бхагавата-пураны». «Нараяниям» имеет большое значение в индийской санскритской литературе и является одним из самых популярных текстов в Керале и Тамил-Наду. Индуисты часто декламируют эту поэму, собираясь вместе по большим праздникам.